# Spoorlijn Essen-Katernberg Nord - Oberhausen-Osterfeld
De spoorlijn Essen-Katernberg Nord - Oberhausen-Osterfeld is een Duitse spoorlijn en is als spoorlijn 2253 onder beheer van DB Netze.

## Geschiedenis
Het traject werd door de Bergisch-Märkische Eisenbahn-Gesellschaft in fases geopend:
- Katernberg Nord - Vogelheim: 29 september 1879
- Vogelheim - Osterfeld Süd: 1 juni 1880

Het gedeelte Katernberg Nord - Vogelheim is na 100 jaar gesloten op 30 september 1979 en vervolgens opgebroken.

## Treindiensten
De lijn is alleen in gebruik voor goederenvervoer.

## Aansluitingen
In de volgende plaatsen is of was er een aansluiting op de volgende spoorlijnen:
Essen-Katernberg Nord
DB 2172, spoorlijn tussen Essen en Gelsenkirchen Zoo
Essen-Vogelheim
DB 2254, spoorlijn tussen Essen-Vogelheim en Essen-Altenessen Rheinisch
aansluiting Essen-Horl
DB 2241, spoorlijn tussen de aansluiting Essen-Horl en Essen-Bergeborbeck
DB 2245, spoorlijn tussen de aansluiting Essen-Horl en de aansluiting Prosper Levin
Oberhausen-Osterfeld Süd
DB 18, spoorlijn tussen Osterfeld en Sterkrade
DB 2206, spoorlijn tussen Wanne-Eickel en Duisburg-Ruhrort
DB 2246, spoorlijn tussen Hugo en Oberhausen-Osterfeld Süd
DB 2250, spoorlijn tussen Oberhausen-Osterfeld Süd en Hamm
DB 2320, spoorlijn tussen Duisburg-Wedau en Oberhausen-Osterfeld Süd

## Elektrificatie
Het traject tussen Essen-Horl en Osterfeld Süd werd in 1963 geëlektrificeerd met een wisselspanning van 15.000 volt 16⅔ Hz.